# Harvard College

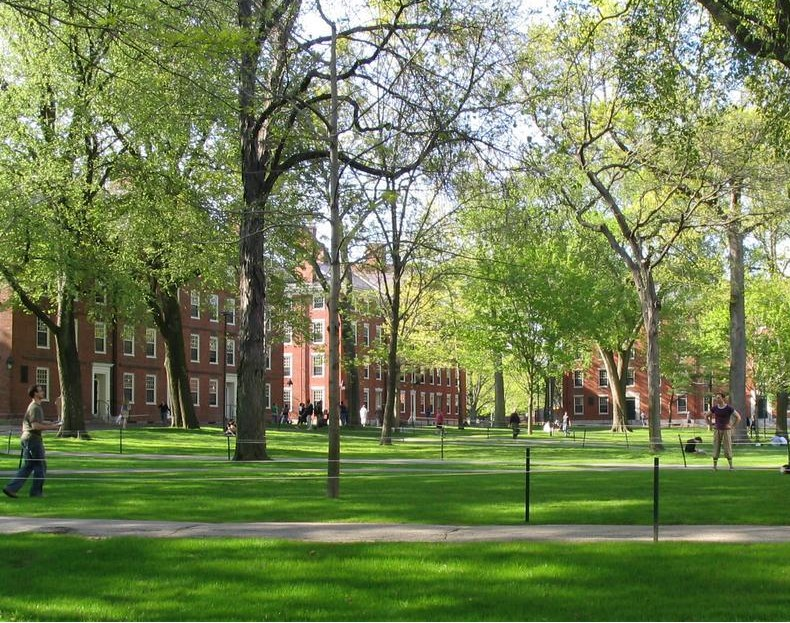
Zicht op de slaapvertrekken van de eerstejaars vanuit Harvard Yard

Harvard College in Cambridge (Massachusetts) is een van de twee 'undergraduate'-scholen binnenin de Harvard-universiteit die de eerste universitaire opleidingen aanbiedt aan afgestudeerden van de middelbare school. De school is opgericht in 1636 en daardoor de oudste school van Harvard. Het lesgeven aan zijn studenten is de verantwoordelijkheid van Harvards Faculty of Arts and Sciences.
Harvard College maakt deel uit van Harvard University.

## Geschiedenis

### Oorsprong
De naam Harvard College dateert van 1639. In 1636 werd the New College (het nieuwe college) in theoretisch bestaan opgericht, zonder een enkel gebouw, leraar of student. In 1639 werd het hernoemd ter ere van de overleden John Harvard, een predikant van het naburige Charlestown, die in zijn testament zijn volledige bibliotheek evenals een som geld dat half zijn vermogen omvatte naliet. In de omgang van zijn leden van die tijd, verwees de naam Harvard College waarschijnlijk naar de eerste (zoals zij dat voorzagen) van een aantal colleges dat ooit een universiteit zou worden in de trant van de universiteit van Oxford of de universiteit van Cambridge. Het Amerikaans gebruik van het woord college, was toen nog niet ontwikkeld; voor de oprichters van Harvard was een college een associatie van leraren en leerlingen voor onderwijs, lesruimte en bestuur. Enkel een universiteit zou kunnen examens afleggen voor en geven van diploma's. Niettemin, ongehinderd door deze formaliteiten, studeerden in 1642 de eerste studenten af bij Harvard. Drieëntwintig jaar later, in 1665, studeerde Caleb Cheeshahteaumauk af, een indiaan van de Wampanoag-stam, als eerste indiaan tijdens de koloniale periode.
Harvards eerste professor was schoolmeester Nathaniel Eaton, de broer van Theophilus Eaton (oprichter en de eerste gouverneur van New Haven) en Francis Eaton (van de Mayflower). In 1639 werd hij ontslagen door het bestuur, vanwege de overdreven strikte discipline die hij van zijn studenten eiste.

### Koloniale periode
De stad en de universiteit werkten nauw samen de eerste 150 jaren, evoluerend doorheen drie fasen tijdens de zeventiende en achttiende eeuw. Gedurende de zeventiende eeuw koesterde Cambridge de kleine universiteit. Het stadje hielp Harvard te besturen, hielp de orde te behouden op de campus zelf en voorzag economische hulp. De puriteinse predikant van het dorp hield direct toezicht op Harvard en verzekerde dat het bestuur van de universiteit orthodox bezig was. Tegen 1700 vertrouwde Harvard minder op het lokale bestuur om mee te helpen in het universitaire bewind. Meer nog, de universiteit was sterk genoeg om zijn eigen volk te reguleren en disciplineren. Harvard begon deel te nemen als een partner van het stadje in de ontwikkeling van de gehele gemeenschap. De universiteit ondersteunde het bouwen van wegen, ontmoetingshuizen en scholen. Harvard gebruikte zijn financiële hulpbronnen om stedelingen te steunen in hun poging tot economische expansie. Harvard en Cambridge werkten ook tezamen om de volksgezondheid en onderwijssysteem van de gemeenschap te verbeteren.
Een crisis ontstond wanneer de eerste voorzitter Henry Dunster het puritanisme verliet om aanhanger te worden van het Baptisme in 1653. Hij lokte een polemiek uit dat zich uitbreidde van aanvankelijk het dorp tot uiteindelijk de gehele kolonie en twee duidelijke aanpakken onthulde tot het omgaan met de dissidentie in de Massachusettskolonie. De puriteinse leiders van de kolonie, wiens eigen religie ontstond uit dissidentie van de heersende stroming van de Anglicaanse kerk, stemden in het algemeen in voor verzoening met leden die zaken van het puriteins geloof in vraag trokken maar reageerden veel scherper tegenover het ronduit afwijzen van puritanisme. Dunsters conflict met de magistraten van de kolonie begon wanneer hij er niet in slaagde zijn zoon te laten dopen, als een recente bekeerling tot het baptisme, vanuit de overtuiging dat enkel volwassenen gedoopt moeten worden. Pogingen tot het herstellen van Dunsters geloof tot de puriteinse orthodoxie faalden, en zijn afvalligheid bleek onhoudbaar voor de koloniale leiders die hem in hun vertrouwen hadden genomen, in zijn baan als de voorzitter van Harvard, om de religieuze missie van de kolonie te behouden. Aldus stelde hij een dreiging tot de stabiliteit van de maatschappij. Dunster ging zelf in ballingschap in 1654 en verhuisde naar de nabijgelegen Plymouth-kolonie, waar hij stierf in 1658.

### Amerikaanse revolutie
Zeven afgestudeerden werden gedood in de Amerikaanse Revolutie. De loyalisten van de Britse koning waren in hun aantallen overtroffen bij 7 tegen 1 door de patriotten bij de afgestudeerden, en, bij het einde van de oorlog, vonden ze zich buiten zowel de Amerikaanse als de Britse maatschappij, en vooral in gebrek van zakelijke contacten. De patriotten echter waren veeleer gevarieerd in hun verdere carrière, waarbij sommigen rijk werden en anderen weken in duisternis. John Adams werd de tweede president van de Verenigde Staten.

### 19de eeuw

#### Godsdienst
De overname van Harvard door de unitariërs in 1805 resulteerde in de secularisering van de Amerikaanse universiteit. Tegen 1850 was Harvard het "Unitair Vaticaan". De "liberalen" (unitariërs) verenigden zichzelf in de federalistische partij en begonnen aan de opbouw van een groep private gemeenschappen en instituten met de bedoeling hun culturele en politieke gezag veilig te stellen, een beweging die de opkomst van de Boston Brahmin klasse vooraf stelde. Aan de andere kant gebruikten de theologische conservatieven het drukmiddel om te ijveren voor het behoud van open discussie en democratisch bewind door een uiteenlopende publieke sfeer, aangezien ze de beweging van de liberalen zagen als een poging tot het creëren van een culturele oligarchie in tegenstelling tot een Congregationalistische traditie en republikeinse politieke principes.
Charles William Eliot, de voorzitter van 1869 tot 1909, werkte de begunstigde positie van het christendom weg van het leerplan om studenten aan te zetten zelf een keuze te maken. Hoewel Eliot de meest cruciale figuur was in de secularisatie van het Amerikaans hoger onderwijs, werd hij niet gemotiveerd door een verlangen het onderwijs te seculariseren, maar door transcendentalistisch unitaire overtuigingen. Afgeleid van William Ellery Channing en Ralph Waldo Emerson, richtten deze overtuigingen zich op de waardigheid en de waarde van de menselijke aard, het recht en de mogelijkheid van elke persoon om de waarheid te ontwaren en de betekenis van God in de geest van elke persoon.

#### Wetenschap
In 1846 werden de lezingen van Louis Agassiz over de natuurhistorie toegejuicht zowel in New York als op zijn campus bij Harvard College. De aanpak van Agassiz was kenmerkend idealistisch en poneerde de 'deelname in de Goddelijke Natuur' van de Amerikanen en de mogelijkheid tot het verstaan van 'intellectuele bestaansmogelijkheden'. Agassiz' perspectief op wetenschap combineerde observatie met de intuïtie en de veronderstelling dat men het 'goddelijk plan' in alle fenomenen kan begrijpen. Wanneer het aankwam op het verklaren van levensvormen, rangschikte Agassiz alles opnieuw tot kwesties van vorm gebaseerd op een verondersteld archetype voor zijn bewijs. Dit tweeledig zicht van kennis was in overleg met de leringen van het Directe Realisme, afgeleid van Schotse filosofen Thomas Reid en Dugald Stewart, wier werken deel maakten van het leerplan van Harvard in die tijd. De populariteit van de pogingen van Agassiz om te 'zweven met Plato' kunnen waarschijnlijk ook afgeleid worden van andere literaire werken waar Harvardstudenten aan werden blootgesteld, waaronder Platonische verhandelingen door Ralph Cudwordth, John Norris en, in een romantische stemming, Samuel Coleridge. Het bibliotheekarchief van Harvard onthult dat de geschriften van Plato en zijn vroegmoderne en romantische volgelingen bijna zo geregeld gelezen werden gedurende de 19de eeuw als die van de 'officiële filosofie' van de meer empirische en meer deïstische Schotse school.

#### Sport
American football, oorspronkelijk georganiseerd door studenten als een buitenschoolse activiteit, werd twee keer verbannen door de universiteit omdat het een brutale en gevaarlijke sport zou zijn. Echter, tegen de jaren 1880 werd American football een dominante kracht in de universiteit toen de oud-leerlingen meer betrokken raakten in de sport. In 1882 vormde de faculteit een drieledige sportcommissie om alle interuniversitaire sportactiviteiten te controleren, maar door toenemende druk van studenten en oud-leerlingen werd de faculteit uitgebreid in 1885 om drie studenten en drie oud-leerlingen op te nemen onder haar leden. De rol van de oud-leerlingen in de opkomst en de commercialisatie van American football, de belangrijkste geldopbrengst op vlak van sport tegen de jaren 1880, was evident in de fondsenwerving voor het eerste met staal versterkte betonnen stadium. De klas van 1879 doneerde $100 000 - bijna één derde van de totale kosten - aan de constructie van het stadium dat plaats bood aan 35 000 toeschouwers. Het stadium werd afgewerkt in 1903, met het overige deel van de kosten dat betaald moest worden met toekomstige ticketverkoop.
Critici van interuniversitaire sport, onder wie de voorzitter Eliot, geloofden dat competitiesport een overgecommercialiseerd gegeven werd en dat dit studenten afleidde van hun studies, en riepen op tot hervorming en beperking van alle sporten. De oppositie moedigde de sportcommissie van Harvard aan om zich te richten op 'kleinere' sporten - basketbal en hockey - voor hervorming en regulering om de aandacht af te leiden van de grootste sporten - American football, baseball, atletiek en roeien. De commissie maakte het moeilijk voor het basketbalteam om te spelen door financiële bijstand te weigeren en het aantal avondwedstrijden naar andere universiteiten waaraan het team kon deelnemen te limiteren. Verschillende verliezende seizoenen, negatieve houdingen tegenover de commercialisatie van interuniversitaire sport en de nood aan een hervorming droegen toe tot de ondergang van basketbal op Harvard in 1909.

## Universiteit
Geen verdere universiteiten werden opgericht naast Harvard, en toen het begon hogere diploma's te verlenen op het eind van de achttiende eeuw, begonnen mensen het "Harvard University" te noemen. "Harvard College" overleefde toch als benaming; overeenkomstig het nieuw gebleken Amerikaanse gebruik van de woorden was het de afdeling van de universiteit voor studenten zonder graad; wat niet een verzameling was van overeenkomstige colleges, maar een verzameling van unieke scholen, die elk een verschillend onderwerp onderrichtten.

### Organisatie
Harvards voornaamste raad van bestuur, het oudste ononderbroken bedrijf van Amerika, functioneert nog steeds onder zijn originele naam, "President and Fellows of Harvard College" hoewel het nog steeds de gehele universiteit bestuurt en de "fellows" (kameraden) zijn slechts externe vertrouwelingen zoals deze die de meeste Amerikaanse onderwijssystemen besturen; geen residentiële onderwijzers zoals de fellows van een Oxbridge universiteit. In de huidige wijze van zeggen bij Harvard wordt dit bestuursorgaan vaak verwezen als simpelweg het Harvard Bedrijf.